# Europapokal der Landesmeister 1972/73
Der Europapokal der Landesmeister 1972/73 war die 18. Auflage des Wettbewerbs. 30 Klubmannschaften nahmen teil, darunter 30 Landesmeister der vorangehenden Saison und mit Ajax Amsterdam der Titelverteidiger.
Für die Bundesrepublik Deutschland nahm der FC Bayern München, für die Deutsche Demokratische Republik der 1. FC Magdeburg, für die Schweiz der FC Basel und für Österreich der SSW Innsbruck teil.
Die Teilnehmer spielten im reinen Pokalmodus mit (bis auf Finale) Hin- und Rückspielen um die Krone des europäischen Vereinsfußballs. Bei Gleichstand gab es zunächst Verlängerung, danach Elfmeterschießen. Bis auf den Titelverteidiger Ajax Amsterdam und den tschechoslowakischen Verein Spartak Trnava starteten die Vereine in der ersten Runde.
Das Finale fand am 30. Mai 1973 im Stadion Roter Stern von Belgrad vor 89.484 Zuschauern statt. Das Endspiel konnte Ajax Amsterdam durch ein Tor von Johnny Rep für sich entscheiden. Somit holte der niederländische Verein zum dritten Mal den Titel und durfte die Trophäe für immer behalten.

## 1. Runde
Freilos:  Ajax Amsterdam und  Spartak Trnava
Die Hinspiele fanden am 13. September, die Rückspiele am 21. September 1972 statt.
|                      | Gesamt |                         | Hinspiel | Rückspiel |
| -------------------- | ------ | ----------------------- | -------- | --------- |
| Sliema Wanderers     | 00:10  | Górnik Zabrze           | 0:5      | 0:5       |
| Újpesti Dózsa SC     | 4:3    | FC Basel                | 2:0      | 2:3       |
| Waterford FC         | 2:3    | Omonia Nikosia          | 2:1      | 0:2       |
| RSC Anderlecht       | 7:2    | Vejle BK                | 4:2      | 3:0       |
| Galatasaray Istanbul | 1:7    | FC Bayern München       | 1:1      | 0:6       |
| Malmö FF             | 2:4    | Benfica Lissabon        | 1:0      | 1:4       |
| SSW Innsbruck        | 0:3    | Dynamo Kiew             | 0:1      | 0:2       |
| 1. FC Magdeburg      | 9:1    | FC TPS Turku            | 6:0      | 3:1       |
| FC Aris Bonneweg     | 0:6    | FC Argeș Pitești        | 0:2      | 0:4       |
| Derby County         | 4:1    | FK Željezničar Sarajevo | 2:0      | 2:1       |
| Olympique Marseille  | 1:3    | Juventus Turin          | 1:0      | 0:3       |
| Celtic Glasgow       | 5:2    | Rosenborg Trondheim     | 2:1      | 3:1       |
| Real Madrid          | 4:0    | ÍB Keflavík             | 3:0      | 1:0       |
| ZSKA Sofia           | 4:1    | Panathinaikos Athen     | 2:1      | 2:0 1     |

## 2. Runde
Die Hinspiele fanden am 24.(Bayern vs. Nikosia)/25. Oktober und 8. November (Sofia vs. Amsterdam), die Rückspiele am 26. Oktober (Nikosia vs. Bayern) und 8./9./29.(Amsterdam vs. Sofia) November 1972 statt. Dabei fand das Rückspiel der Bayern gegen Nikosia allerdings im Rosenaustadion in Augsburg statt.
|                   | Gesamt |                  | Hinspiel | Rückspiel |
| ----------------- | ------ | ---------------- | -------- | --------- |
| FC Bayern München | 13:00  | Omonia Nikosia   | 9:0      | 4:0       |
| Spartak Trnava    | 2:0    | RSC Anderlecht   | 1:0      | 1:0       |
| Dynamo Kiew       | 3:2    | Górnik Zabrze    | 2:0      | 1:2       |
| Juventus Turin    | 2:0    | 1. FC Magdeburg  | 1:0      | 1:0       |
| Derby County      | 3:0    | Benfica Lissabon | 3:0      | 0:0       |
| Celtic Glasgow    | 2:4    | Újpesti Dózsa SC | 2:1      | 0:3       |
| FC Argeș Pitești  | 3:4    | Real Madrid      | 2:1      | 1:3       |
| ZSKA Sofia        | 1:6    | Ajax Amsterdam   | 1:3      | 0:3       |

## Viertelfinale
Die Hinspiele fanden am 7. März, die Rückspiele am 21. März 1973 statt.
|                | Gesamt    |                   | Hinspiel | Rückspiel |
| -------------- | --------- | ----------------- | -------- | --------- |
| Ajax Amsterdam | 5:2       | FC Bayern München | 4:0      | 1:2       |
| Juventus Turin | (a)2:2(a) | Újpesti Dózsa SC  | 0:0      | 2:2       |
| Dynamo Kiew    | 0:3       | Real Madrid       | 0:0      | 0:3       |
| Spartak Trnava | 1:2       | Derby County      | 1:0      | 0:2       |

## Halbfinale
Die Hinspiele fanden am 11. April, die Rückspiele am 25. April 1973 statt.
|                | Gesamt |              | Hinspiel | Rückspiel |
| -------------- | ------ | ------------ | -------- | --------- |
| Ajax Amsterdam | 3:1    | Real Madrid  | 2:1      | 1:0       |
| Juventus Turin | 3:1    | Derby County | 3:1      | 0:0       |

## Finale
| Ajax Amsterdam                                    | Ajax Amsterdam | Juventus Turin | Juventus Turin |
| ------------------------------------------------- | --- | --- | -------------- |
| Ajax Amsterdam                                    | \| 30. Mai 1973 in Belgrad (Stadion Roter Stern) \| \| Ergebnis: 1:0 (1:0) \| \| Zuschauer: 89.484 \| \| Schiedsrichter: Milivoje Gugulović ( Jugoslawien) \|                                      | \| 30. Mai 1973 in Belgrad (Stadion Roter Stern) \| \| Ergebnis: 1:0 (1:0) \| \| Zuschauer: 89.484 \| \| Schiedsrichter: Milivoje Gugulović ( Jugoslawien) \| | Juventus Turin |
| Ajax Amsterdam                                    | Heinz Stuy – Wim Suurbier, Barry Hulshoff, Horst Blankenburg, Ruud Krol – Johan Neeskens, Gerrie Mühren, Arie Haan – Johnny Rep, Johan Cruyff , Piet Keizer Cheftrainer: Ștefan Kovács ( Rumänien) | Dino Zoff – Sandro Salvadore , Gianpietro Marchetti, Francesco Morini, Silvio Longobucco – Franco Causio (57. Antonello Cuccureddu), Giuseppe Furino, Fabio Capello – José Altafini, Pietro Anastasi, Roberto Bettega (49. Helmut Haller) Cheftrainer: Čestmír Vycpálek ( Tschechoslowakei) | Juventus Turin |
| Ajax Amsterdam                                    | 1:0 Johnny Rep (5.) | | Juventus Turin |
| 30. Mai 1973 in Belgrad (Stadion Roter Stern)     | | |                |
| Ergebnis: 1:0 (1:0)                               | | |                |
| Zuschauer: 89.484                                 | | |                |
| Schiedsrichter: Milivoje Gugulović ( Jugoslawien) | | |                |

## Beste Torschützen
| Rang | Spieler              | Klub              | Tore |
| ---- | -------------------- | ----------------- | ---- |
| 1    | Gerd Müller          | FC Bayern München | 11   |
| 2    | Ferenc Bene          | Újpesti Dósza SC  | 6    |
| 3    | Włodzimierz Lubański | Górnik Zabrze     | 5    |
|      | Santillana           | Real Madrid       | 5    |
| 5    | Nicolae Dobrin       | FC Argeș Pitești  | 4    |
|      | Kevin Hector         | Derby County      | 4    |
|      | Rob Rensenbrink      | RSC Anderlecht    | 4    |
|      | Jürgen Sparwasser    | 1. FC Magdeburg   | 4    |

## Eingesetzte Spieler Ajax Amsterdam
| 1. | Ajax Amsterdam |
|    | - Tor: Heinz Stuy (7/-) - Abwehr: Horst Blankenburg (7/1); Ruud Krol (7/1); Wim Suurbier (7/-); Barry Hulshoff (6/1) - Mittelfeld: Arie Haan (7/3); Johan Neeskens (7/-); Gerrie Mühren (6/2); Arnold Mühren (3/-); Heinz Schilcher (3/-) - Angriff: Johnny Rep (7/1); Johan Cruyff (6/3); Piet Keizer (6/2); Sjaak Swart (4/1) - Trainer: Ștefan Kovács |